# Бюссюм
Бюссюм (нід. Bussum, нід. вимова: [ˈbʏsʏm] ( прослухати)) — місто в нідерландській провінції Північна Голландія. Входить до муніципалітету Гойсе-Мерен.
Його площа становить 8,15 км², а населення станом на 2019 рік складало 33 595 осіб.
До 2016 року мало статус окремого муніципалітету.  З 2016 року Буссум є частиною нового муніципалітету Гуазе Мерен.

## Галерея

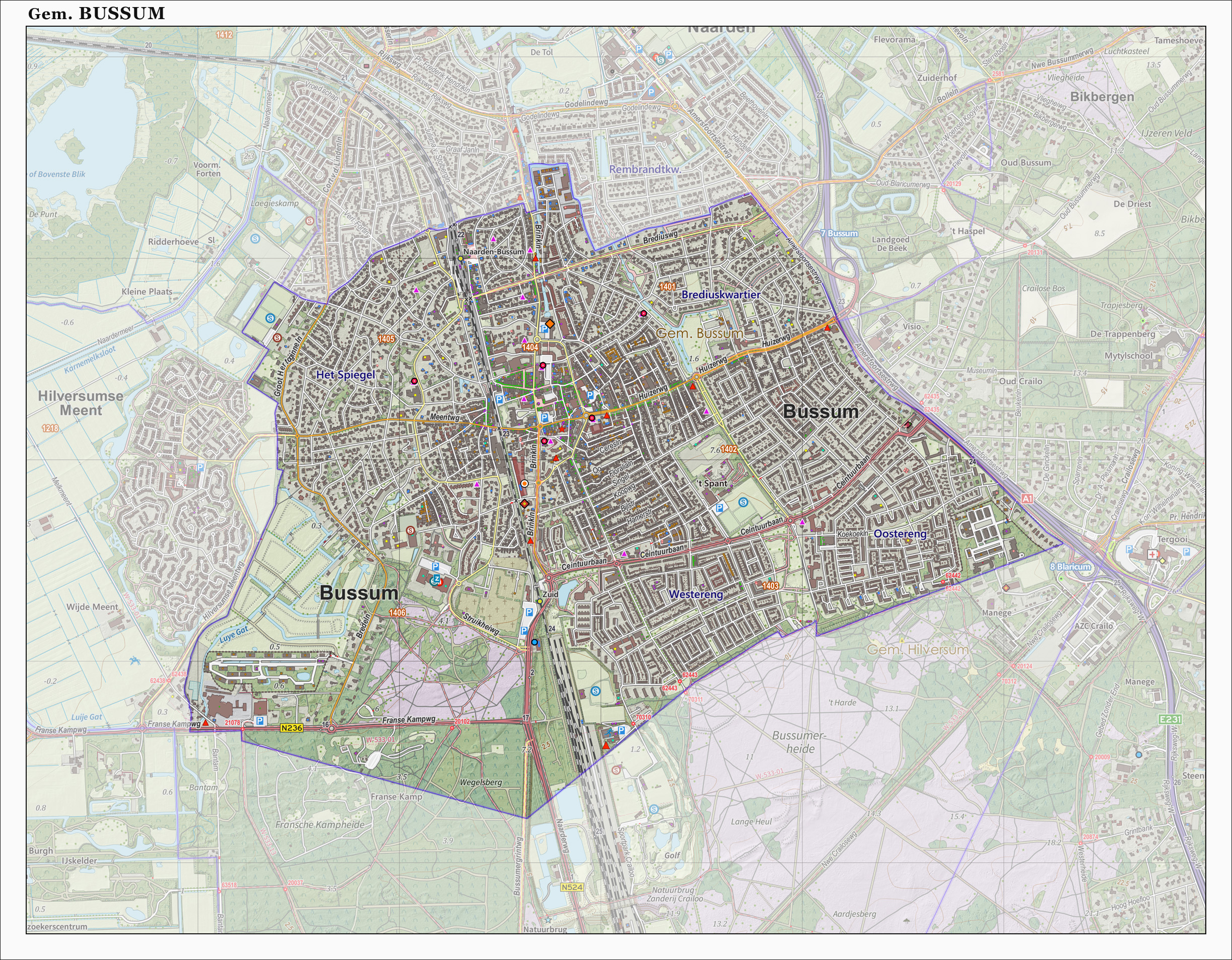
Карта колишнього муніципалітету Бюссюм, червень 2015